# メイタグ
メイタグ（Maytag Corporation、NYSE:MYG) はアメリカ合衆国 アイオワ州 ニュートンに存在した家電メーカー、及びそのブランド名である。現在はワールプールがこのブランドを保有している。
数多くの製品を製造していたが、家庭用コンロ、冷蔵庫、洗濯機、乾燥機、などの白物家電で特に有名である。 1893年、F・L・メイタグ (Frederick Louis Maytag I) により農業用品（農機具) メーカーとして創業。その後自動車を製造した。
2001年にエアコン大手のグッドマングローバル社（Goodman Global、現ダイキン傘下）から、大型家電メーカーであるアマナ・コーポレーションを買収。
2005年、アメリカの投資会社リップルウッドと、ベインキャピタル（Bain Capital）とブラックストーン・グループと組んだ中国家電最大手ハイアールとの間でメイタグの買収合戦が起き、その後同じ白物家電メーカーのワールプールも買収合戦に加わった。この買収合戦ではワールプールが勝利した。統合後の新会社で米国洗濯機市場の70％を越える占有率があるため米国法務省が独占禁止法に抵触する可能性を審査したが、2006年3月に法務省は買収を認可、同年3月31日に買収完了し、メイタグはワールプールの一部門となった。メイタグとしての最後の社長兼CEOはラルフ・ホーク(Ralph Hake)。
メイタグは長年に渡って同社が広告で起用しているゴードン・ジャンプ演じる修理人、通称メイタグ・リペアマンで知られている。創業者F・L・メイタグの孫はアンカー・ブルーイング・カンパニーのかつての経営者、フリッツ・メイタグである。